# Warcraft: Den draka
Warcraft: Den Draka je román napsaný spisovatelem Richard A. Knaak, zasazený do světa Warcraftu, který vytvořila společnost Blizzard Entertainment. Jedná se o druhou knihu vydanou ve světe Warcraftu a první vydanou papírovou knihu.

## Děj
Příběh knihy se odehrává mezi příběhy videoher Warcraft II: Tides of Darkness a Warcraft III: Reign of Chaos. Příběh vypráví o lidském čaroději Rhoninovi Rudovlasém, který se vydává do poslední oblasti kontrolované Orky v Khaz Modanu. Úkol mu byl svěřen Krasem, arcimágem nejvyššího řádu Kirin Tor, který je ve skutečnosti rudý drak Korialstrasz, přestože v prvních kapitolách knihy je přestrojen za lidského čaroděje. Je věrný své královně Alexstrasze, Královně rudé dračí letky a jedna z pěti mocný Aspektů, která byla zajata orky. Díky použití "Duše démona" je Nekros Skullcrusher, velitel orků v Khaz Modanu, schopný zajmout a udržet Alexstraszu a její druhy, například Tyranastrasze, proti jejich vůli a použit jejich potomky v boji proti ostatním rasám ve světě Azerothu.
Zatímco Korialstrazs vyhledával pomoc u ostatních dračích Aspektů (Nozdormu, Malygos a Ysera), Deathwing pomohl Rhoninovi proniknout do orkské pevnosti za účelem přesvědčení Nekrose Skullcrushera o blížícím se nebezpečí, které představovalo útok Alliance na Grim Batol. Daethwingovým pravým záměrem avšak nebylo osvobození Rudé Královny, ale ukradení dračích vajíček, aby mohl obnovit svoji dračí letku. V přesvědčení, že se blíží veliká armáda Alliance, Nekros nechal přemístit vajíčka na jiné místo, kde se je Deathwing pokusil ukrást. Nicméně při krádeži vajíček byl konfrontován umírajícím Tyranastraszem. I přes počáteční potíže se Korialstrazsovi podařilo získat pomoci od ostatních třech mocných Aspektů při jeho úkolu osvobodit Alexstraszu. S pomocí Rhoina, Vereesy Windrunner, Falstada Dragonreavera (Flastad Windhummer) a s pár členy dračích jezdců se jim podařilo zničit "Duši démona" navždy. Tímto se jim podařilo osvobodit Alexstraszu, která náhle spolkla Necrose Skullcrushera a pomohla porazit zbylé orky na bojišti. Ironicky, Dethwing pomohl s osvobozením Alexstraszy, ale nebyl tím znepokojen jelikož "duše démona" vysála moc ostatních aspektů kromě jeho. Nicméně, při zničení "Duše démona" se všechna moc vrátila všem čtyřem Aspektům a Deathwing byl naposledy spatřen prchající z bojiště pronásledován třemi nahněvanými aspekty zatímco Alexstrasza šla za Korialstraszem.
Příběhová linka také zahrnuje Deathwingův plán uvrhnou smrtelná království do zmatku, tím že se přestrojil za Lorda Prestora a za použití dračí magie manipuloval vládce lidských království, aby ho učinili králem Alteracu. Dále se plánoval oženit s dcerou Terenase Menethila, aby se z něho stal dědic Lordaeronské královské rodiny. Nicméně po porážce s ostatními čtyřmi Dračími Aspekty už nebyl Lord Prestor nikdy spatřen.

## Postavy
- Neltharion / Deathwing Ničitel a Dračí Aspekt Smrti (Lord Prestor - hlavní antagonista románu).
- Korialstrasz (Krasus - Arcimág nejvyšší rady Kirin Tor), třetí druh Alextraszy a člen Rudé letky.
- Alexstrasza, Královna Rudé letky, Dračí Aspekt Života, zajatá orky.
- Ysera, Ta ze sna, Dračí Aspekt Přírody a Snů.
- Nozdormu Věčný, Pán Bronzové letky, Dračí Aspekt Času.
- Malygos Moudrý, Velitel Modré letky, Dračí Aspekt Magie.
- Tyranastrasz, první druh Alextraszy a vůdce Rudé letky.
- Rhonin Rudovlasý, lidský čaroděj, člen Kirin Tor
- Vereesa Windrunner, sestra Alleria a Sylvanas Windrunner, Elfská hraničářka.
- Falstad, Trpasličí válečník.
- Nekros Skullcrusher, Orkský černokněžník, držitel Duše démona.
- Kryll, Goblin pracující jak pro Nelthariona, tak Nekrose.
- Medivh - Strážce (zmíněn, není přítomen).
- Duncan Senturus, Kapitán Řádu Stříbrné Ruky
- Král Terenas Menethil, Král Lordaeronu.
- Torgus, orkský dračí jezdec.

## Ve World of Warcraft
Málo z příběhu v knize Den draka je přítomno ve hře World of Warcraft. Lokace Grim Batolu je ve hře od jejího vydání v roce 2004 a s vydáním datadisku World of Warcraft: Cataclysm slouží jako dungeon pro skupinu pěti hráčů.
Pozůstatky orkského klanu Dragonmaw jsou stále přítomny v oblasti nazývané Wetlands a veliké množství rudých dračích mláďat brání brány Grim Batolu.
Příběhová linka Prestorovy rodiny pokoušející se uvrhnout Allianci do zmatku pokračovalo tím, že Deathwingova dcera se stala královským poradcem Strormwindu, nakonec však byla odhalena jako drak Onyxia a byla zabita.
Rudá dračí letka se vzpamatovala z jejího uvěznění v knize Den draka a ve World of Warcraft je silnou skupinou ve Wyrmrest Accord, alinci mezi draky. Koliarstrasz usedl vedle Alexstraszy ve Wyrmrest Temple, základnou aliance draků. Rhonin a Vereesa jsou také nalezeny ve hře, jako vůdci království Dalaran v Northrendu.